# Ray Teal
Ray Teal, född 12 januari 1902 i Grand Rapids, Michigan, död 2 april 1974 i Santa Monica, Kalifornien, var en amerikansk skådespelare. Teal blev mest känd för sin roll som sheriffen Roy Coffee i TV-serien Bröderna Cartwright. Han spelade rollen under åren 1960-1972. Teal började sin karriär som filmstatist på 1930-talet. Senare på 1940-talet började han få lite större roller, oftast som polisman. På 1950-talet hade han biroller i flera westernfilmer. Totalt gjorde han över 200 filmroller och spelade i över 100 TV-produktioner.

## Filmografi, urval
- 1940 – Nordvästpassagen (ej krediterad)
- 1940 – Jag hatar dig, älskling! (ej krediterad)
- 1941 – Ziegfeldflickan (ej krediterad)
- 1942 – Årets kvinna (ej krediterad)
- 1943 – Ung flicka lever farligt (ej krediterad)
- 1944 – Ingen skall undkomma
- 1945 – Mirakelmannen (ej krediterad)
- 1946 – De bästa åren
- 1946 – Den onda ängeln (ej krediterad)
- 1947 – Hämndens herre
- 1947 – Den djupa dalen (ej krediterad)
- 1947 – Heta dagar (ej krediterad)
- 1947 – Med våldets rätt (ej krediterad)
- 1947 – Åh, en sån deckare! (ej krediterad)
- 1947 – Två sjömän i Rio (ej krediterad)
- 1948 – Viskande Smith
- 1948 – Jeftys bar (ej krediterad)
- 1948 – Reptilen (ej krediterad)
- 1948 – En man på kroken (ej krediterad)
- 1948 – Ormgropen (ej krediterad)
- 1949 – Det gäller livet (ej krediterad)
- 1950 – Du är vår egen
- 1950 – Männen
- 1950 – Texas Kid
- 1950 – I asfaltens djungel (ej krediterad)
- 1950 – Ingen väg ut (ej krediterad)
- 1950 – Winchester '73 (ej krediterad)
- 1951 – Sensationen för dagen
- 1951 – Brådstörtad flykt
- 1951 – Vägen till Santa Loma
- 1952 – Solnedgång
- 1952 – Terror
- 1953 – Vild ungdom
- 1954 – Det handlar om mrs. Leslie
- 1954 – Gangsterpolisen
- 1955 – Rid för livet
- 1955 – Skräckens timmar
- 1960 – Tag vad du vill ha
- 1960 – Vad vinden sår
- 1961 – Dom i Nürnberg
- 1961 – Revansch
- 1970 – Natten de tystade L.B. Jones